# Africký pohár národů

Mapa vítězů Afrického poháru národů

Africký pohár národů (příp. Africký pohár, oficiálně Coupe d'Afrique des Nations) je hierarchicky nejvyšší fotbalový turnaj národních reprezentačních týmů, který je pořádán v rámci CAF. První ročník byl uspořádán již v roce 1957 a pravidelně se ve dvouletém intervalu objevuje od roku 1968. Do roku 2012 se konal v sudých letech, od roku 2013 v lichých.
Prvního ročníku se zúčastnily pouze 4 reprezentace, Egypt, Súdán, Etiopie a Jihoafrická republika, která byla diskvalifikována kvůli provozování politiky apartheidu. Od té doby se počet účastníků zvyšoval, až dosáhl úrovně 16 účastníků v roce 1998.

## Formát turnaje

### Kvalifikace a postupový klíč
Kvalifikace se od založení turnaje v roce 1957 samozřejmě měnila, ale nyní (od roku 1994) probíhá ve dvanácti skupinách, stylem domácích a venkovních zápasů každého s každým. Jedenáct skupin má po čtyřech týmech a v jedné jsou pouze tři týmy. Do závěrečného turnaje postupují týmy na prvních místech a tři nejlepší druhé týmy ze skupin. Od roku 2008 má účast na turnaji zajištěnou pořadatelský stát, přičemž ještě do roku 2006 to byla dvojice týmů – pořadatelské země a poslední držitel trofeje.

### Průběh turnaje
Kvalifikované týmy se rozlosují do čtyř skupin po čtyřech týmech, ve kterých každý tým sehraje tři zápasy. Dva nejlepší z každé skupiny postupují do vyřazovací části. Na rozdíl například od evropského mistrovství, se na Africkém poháru hraje utkání o třetí místo.

## Statistiky

### Finálové výsledky
| Ročník       | Hostitel               | Finále                                             | Finále                       | Finále                | O 3. místo            | O 3. místo         | O 3. místo        |
| Ročník       | Hostitel               | Vítěz                                              | Skóre                        | 2. místo              | 3. místo              | Skóre              | 4. místo          |
| ------------ | ---------------------- | -------------------------------------------------- | ---------------------------- | --------------------- | --------------------- | ------------------ | ----------------- |
| 1957 Detaily | Súdán                  | Egypt trenér – (Mourad Fahmy)                      | 4:0                          | Etiopie               | Súdán                 | —                  | —                 |
| 1959 Detaily | Egypt                  | Egypt trenér – (Pál Titkos, Maďarsko)              | 2:1                          | Súdán                 | Etiopie               | —                  | —                 |
| 1962 Detaily | Etiopie                | Etiopie trenér – (Slavko Milošević, Jugoslávie)    | 4:2 (prodl.)                 | Egypt                 | Tunisko               | 3:0                | Uganda            |
| 1963 Detaily | Ghana                  | Ghana trenér – (Charles Gyamfi)                    | 3:0                          | Súdán                 | Egypt                 | 3:0                | Etiopie           |
| 1965 Detaily | Tunisko                | Ghana trenér – (Charles Gyamfi)                    | 3:2 (prodl.)                 | Tunisko               | Pobřeží slonoviny     | 1:0                | Senegal           |
| 1968 Detaily | Etiopie                | DR Kongo trenér – (Ferenc Csanádi, Maďarsko)       | 1:0                          | Ghana                 | Pobřeží slonoviny     | 1:0                | Etiopie           |
| 1970 Detaily | Súdán                  | Súdán trenér – (Jiří Starosta, Československo)     | 1:0                          | Ghana                 | Egypt                 | 3:1                | Pobřeží slonoviny |
| 1972 Detaily | Kamerun                | Kongo trenér – (Amoyen Bibanzulu)                  | 3:2                          | Mali                  | Kamerun               | 5:2                | Zaire             |
| 1974 Detaily | Egypt                  | Zaire trenér – (Blagoje Vidinić, Jugoslávie)       | 2:2 (prodl.) 2:0 (opakované) | Zambie                | Egypt                 | 4:0                | Kongo             |
| 1976 Detaily | Etiopie                | Maroko trenér – (Virgil Mărdărescu, Rumunsko)      | finálová skupina             | Guinea                | Nigérie               | finálová skupina   | Egypt             |
| 1978 Detaily | Ghana                  | Ghana trenér – (Fred Osam Duodo)                   | 2:0                          | Uganda                | Nigérie               | 2:0                | Tunisko           |
| 1980 Detaily | Nigérie                | Nigérie trenér – (Otto Gloria, Brazílie)           | 3:0                          | Alžírsko              | Maroko                | 2:0                | Egypt             |
| 1982 Detaily | Libye                  | Ghana trenér – (Charles Gyamfi)                    | 1:1 7:6 na penalty           | Libye                 | Zambie                | 2:0                | Alžírsko          |
| 1984 Detaily | Pobřeží slonoviny      | Kamerun trenér – (Rade Ognanović, Jugoslávie)      | 3:1                          | Nigérie               | Alžírsko              | 3:1                | Egypt             |
| 1986 Detaily | Egypt                  | Egypt trenér – (Mike Smith , Wales)                | 0:0 5:4 na penalty           | Kamerun               | Pobřeží slonoviny     | 3:2                | Maroko            |
| 1988 Detaily | Maroko                 | Kamerun trenér – (Claude Le Roy, Francie)          | 1:0                          | Nigérie               | Alžírsko              | 1:1 4:3 na penalty | Maroko            |
| 1990 Detaily | Alžírsko               | Alžírsko trenér – (Abdelhamid Kermali)             | 1:0                          | Nigérie               | Zambie                | 1:0                | Senegal           |
| 1992 Detaily | Senegal                | Pobřeží slonoviny trenér – (Yeo Martial)           | 0:0 11:10 na penalty         | Ghana                 | Nigérie               | 2:1                | Kamerun           |
| 1994 Detaily | Tunisko                | Nigérie trenér – (Clemens Westerhof, Nizozemsko)   | 2:1                          | Zambie                | Pobřeží slonoviny     | 3:1                | Mali              |
| 1996 Detaily | Jižní Afrika           | Jihoafrická republika trenér – (Clive Barker)      | 2:0                          | Tunisko               | Zambie                | 1:0                | Ghana             |
| 1998 Detaily | Burkina Faso           | Egypt trenér – (Mahmoud El-Gohary)                 | 2:0                          | Jihoafrická republika | DR Kongo              | 4:4 4:1 na penalty | Burkina Faso      |
| 2000 Detaily | Ghana Nigérie          | Kamerun trenér – (Pierre Lechanter, Francie)       | 2:2 4:3 na penalty           | Nigérie               | Jihoafrická republika | 2:2 4:3 na penalty | Tunisko           |
| 2002 Detaily | Mali                   | Kamerun trenér – (Winfried Schäfer, Německo)       | 0:0 3:2 na penalty           | Senegal               | Nigérie               | 1:0                | Mali              |
| 2004 Detaily | Tunisko                | Tunisko trenér – (Roger Lemerre, Francie)          | 2:1                          | Maroko                | Nigérie               | 2:1                | Mali              |
| 2006 Detaily | Egypt                  | Egypt trenér – (Hassan Shehata)                    | 0:0 4:2 na penalty           | Pobřeží slonoviny     | Nigérie               | 1:0                | Senegal           |
| 2008 Detaily | Ghana                  | Egypt trenér – (Hassan Shehata)                    | 1:0                          | Kamerun               | Ghana                 | 4:2                | Pobřeží slonoviny |
| 2010 Detaily | Angola                 | Egypt trenér – (Hassan Shehata)                    | 1:0                          | Ghana                 | Nigérie               | 1:0                | Alžírsko          |
| 2012 Detaily | Gabon Rovníková Guinea | Zambie trenér – (Hervé Renard, Francie)            | 0:0 8:7 na penalty           | Pobřeží slonoviny     | Mali                  | 2:0                | Ghana             |
| 2013 Detaily | Jižní Afrika           | Nigérie trenér – (Stephen Keshi)                   | 1:0                          | Burkina Faso          | Mali                  | 3:1                | Ghana             |
| 2015 Detaily | Rovníková Guinea       | Pobřeží slonoviny trenér – (Hervé Renard, Francie) | 0:0 9:8 na penalty           | Ghana                 | DR Kongo              | 0:0 4:2 na penalty | Rovníková Guinea  |
| 2017 Detaily | Gabon                  | Kamerun trenér – (Hugo Broos, Belgie)              | 2:1                          | Egypt                 | Burkina Faso          | 1:0                | Ghana             |
| 2019 Detaily | Egypt                  | Alžírsko trenér – (Djamel Belmadi)                 | 1:0                          | Senegal               | Nigérie               | 1:0                | Tunisko           |
| 2021 Detaily | Kamerun                | Senegal trenér – (Aliou Cisse)                     | 0:0 4:2 na penalty           | Egypt                 | Kamerun               | 3:3 5:3 na penalty | Burkina Faso      |
| 2023 Detaily | Pobřeží slonoviny      | Pobřeží slonoviny                                  | 2:1                          | Nigérie               | Jihoafrická republika | 0:0 6:5 na penalty | DR Kongo          |
| 2025 Detaily | Maroko                 |                                                    |                              |                       |                       |                    |                   |

### Pořadí medailistů
| Mužstvo               | Zlatá medaile                                   | Stříbrná medaile                  | Bronzová medaile                                   | 4. místo                   |
| --------------------- | ----------------------------------------------- | --------------------------------- | -------------------------------------------------- | -------------------------- |
| Egypt                 | 7 (1957, 1959*, 1986*, 1998, 2006*, 2008, 2010) | 3 (1962, 2017, 2021)              | 3 (1963, 1970, 1974*)                              | 3 (1976, 1980, 1984)       |
| Kamerun               | 5 (1984, 1988, 2000, 2002, 2017)                | 2 (1986, 2008)                    | 2 (1972, 2021)                                     | 1 (1992)                   |
| Ghana                 | 4 (1963*, 1965, 1978*, 1982)                    | 5 (1968, 1970, 1992, 2010, 2015)  | 1 (2008*)                                          | 4 (1996, 2012, 2013, 2017) |
| Nigérie               | 3 (1980*, 1994, 2013)                           | 5 (1984, 1988, 1990, 2000*, 2023) | 8 (1976, 1978, 1992, 2002, 2004, 2006, 2010, 2019) | —                          |
| Pobřeží slonoviny     | 3 (1992, 2015, 2023*)                           | 2 (2006, 2012)                    | 4 (1965, 1968, 1986, 1994)                         | 2 (1970, 2008)             |
| DR Kongo              | 2 (1968, 1974)                                  | —                                 | 2 (1998, 2015)                                     | 1 (1972)                   |
| Alžírsko              | 2 (1990*, 2019)                                 | 1 (1980)                          | 2 (1984, 1988)                                     | 2 (1982, 2010)             |
| Zambie                | 1 (2012)                                        | 2 (1974, 1994)                    | 3 (1982, 1990, 1996)                               | —                          |
| Tunisko               | 1 (2004*)                                       | 2 (1965*, 1996)                   | 1 (1962)                                           | 3 (1978, 2000, 2019)       |
| Súdán                 | 1 (1970*)                                       | 2 (1959, 1963)                    | 1 (1957*)                                          | —                          |
| Maroko                | 1 (1976)                                        | 1 (2004)                          | 1 (1980)                                           | 2 (1986, 1988*)            |
| Senegal               | 1 (2021)                                        | 2 (2002, 2019)                    | —                                                  | 3 (1965,1990, 2006)        |
| Etiopie               | 1 (1962*)                                       | 1 (1957)                          | 1 (1959)                                           | 2 (1963, 1968*)            |
| Jihoafrická republika | 1 (1996*)                                       | 1 (1998)                          | 2 (2000, 2023)                                     | —                          |
| Konžská republika     | 1 (1972)                                        | —                                 | —                                                  | 1 (1974)                   |
| Mali                  | —                                               | 1 (1972)                          | 2 (2012, 2013)                                     | 3 (1994, 2002*, 2004)      |
| Uganda                | —                                               | 1 (1978)                          | —                                                  | 1 (1962)                   |
| Guinea                | —                                               | 1 (1976)                          | —                                                  | —                          |
| Libye                 | —                                               | 1 (1982*)                         | —                                                  | —                          |
| Burkina Faso          | —                                               | 1 (2013)                          | 1 (2017)                                           | 2 (1998*, 2021)            |
| Rovníková Guinea      | —                                               | —                                 | —                                                  | 1 (2015*)                  |

* jako hostitel

### Počet pořádaných ročníků
| Počet pořádání | Země                  | Rok(y)                       |
| -------------- | --------------------- | ---------------------------- |
| 5x             | Egypt                 | 1959, 1974, 1986, 2006, 2019 |
| 4x             | Ghana                 | 1963, 1978, 2000^, 2008      |
| 3x             | Etiopie               | 1962, 1968, 1976             |
| 3x             | Tunisko               | 1965, 1994, 2004             |
| 2x             | Súdán                 | 1957, 1970                   |
| 2x             | Nigérie               | 1980, 2000^                  |
| 2x             | Jihoafrická republika | 1996, 2013                   |
| 2x             | Rovníková Guinea      | 2012^, 2015                  |
| 2x             | Gabon                 | 2012^, 2017                  |
| 2x             | Kamerun               | 1972, 2021                   |
| 2x             | Pobřeží slonoviny     | 1984, 2023                   |
| 1x             | Libye                 | 1982                         |
| 1x             | Maroko                | 1988                         |
| 1x             | Alžírsko              | 1990                         |
| 1x             | Senegal               | 1992                         |
| 1x             | Burkina Faso          | 1998                         |
| 1x             | Mali                  | 2002                         |
| 1x             | Angola                | 2010                         |
| 1x             | Guinea                | 2025                         |

- ^ Spolupořadatel.